# Evangelische Kirche Densberg

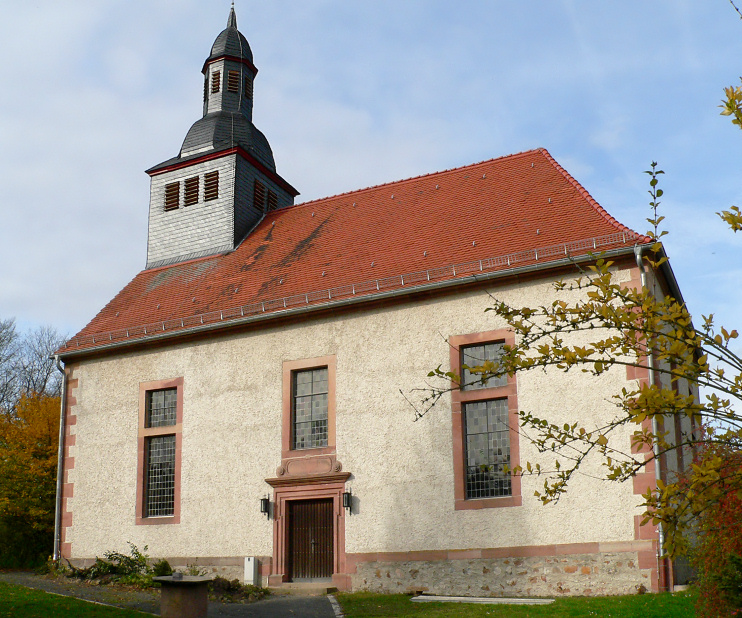
Evangelische Kirche

Die Evangelische Kirche Densberg ist ein denkmalgeschütztes Kirchengebäude in Densberg, einem Ortsteil der Gemeinde Jesberg im Schwalm-Eder-Kreis (Hessen).
Nahe der heutigen Kirche befand sich ein mittelalterlicher Vorgängerbau. Der am Ortsrand gelegene Saalbau mit einem Haubendachreiter wurde 1806 errichtet. Die Kanzel stammt vom Ende des 17. Jahrhunderts, sie wurde von der Vorgängerkirche übernommen. Das Taufbecken ist gotisch. Die sonstige Ausstattung ist überwiegend klassizistisch. Die zweimanualige Orgel mit 16 Registern und 822 Pfeifen wurde 1933 eingebaut. Die Kirche wurde zwischen 2006 und 2008 grundlegend saniert.